# Махно Сергій Михайлович
Сергій Михайлович Махно (21 травня 1981, Київ) — архітектор, дизайнер, кераміст, колекціонер сучасного українського мистецтва та стародавньої кераміки. У 2003 році заснував студію українського дизайну, архітектури та кераміки MAKHNO Studio. Відомий у світі як винахідник унікального стилю, що надалі популізується як основа нового українського дизайну.

## Особисте життя та творчість
Сергій Махно народився 21 травня 1981 р. в Києві в сім'ї робітників. Має двох молодших братів: Олександра та Андрія. Олександр працює дизайнером інтер'єрів, є молодшим партнером MAKHNO Studio. Із 7 років Сергій займався карате, в 18 років отримав титул майстра спорту. 15-річним захопився графіті. Пізніше займався оформленням вітрин магазинів, ресторанів, барів.

## Освіта
Сергій Махно — випускник Київського національного університету будівництва і архітектури (КНУБА) за спеціальністю «Дизайн архітектурного середовища», 2004 рік, Київ, Україна.

## Сім'я Сергія Махна
Одружений вдруге. Разом з дружиною Владою, дизайнеркою, виховують двох синів: Хікару (2015 року народження) і Тадао (2017 року народження). Сергій, захоплений японською культурою, дав своїм молодшим синам японські імена: Хікару означає світло, Тадао — на честь японського архітектора, лауреата Прітцкерівської премії, Тадао Андо.
З першою дружиною Альоною Івановою, співвласницею Little Red Light, Сергій виховує сина Івана (2003 року народження).

## Хобі
Сергій надихається українською етнічною спадщиною, декоративно-прикладним мистецтвом, а також східною культурою. Колекціонує українську кераміку та твори сучасного українського мистецтва. У його колекції є роботи Олега Тістола, Сергія Радька, Назара Білика, Романа Михайлова, Павла Макова, Тіберія Сільваші. 

Також Сергій відомий як завзятий подорожувальник[джерело?].

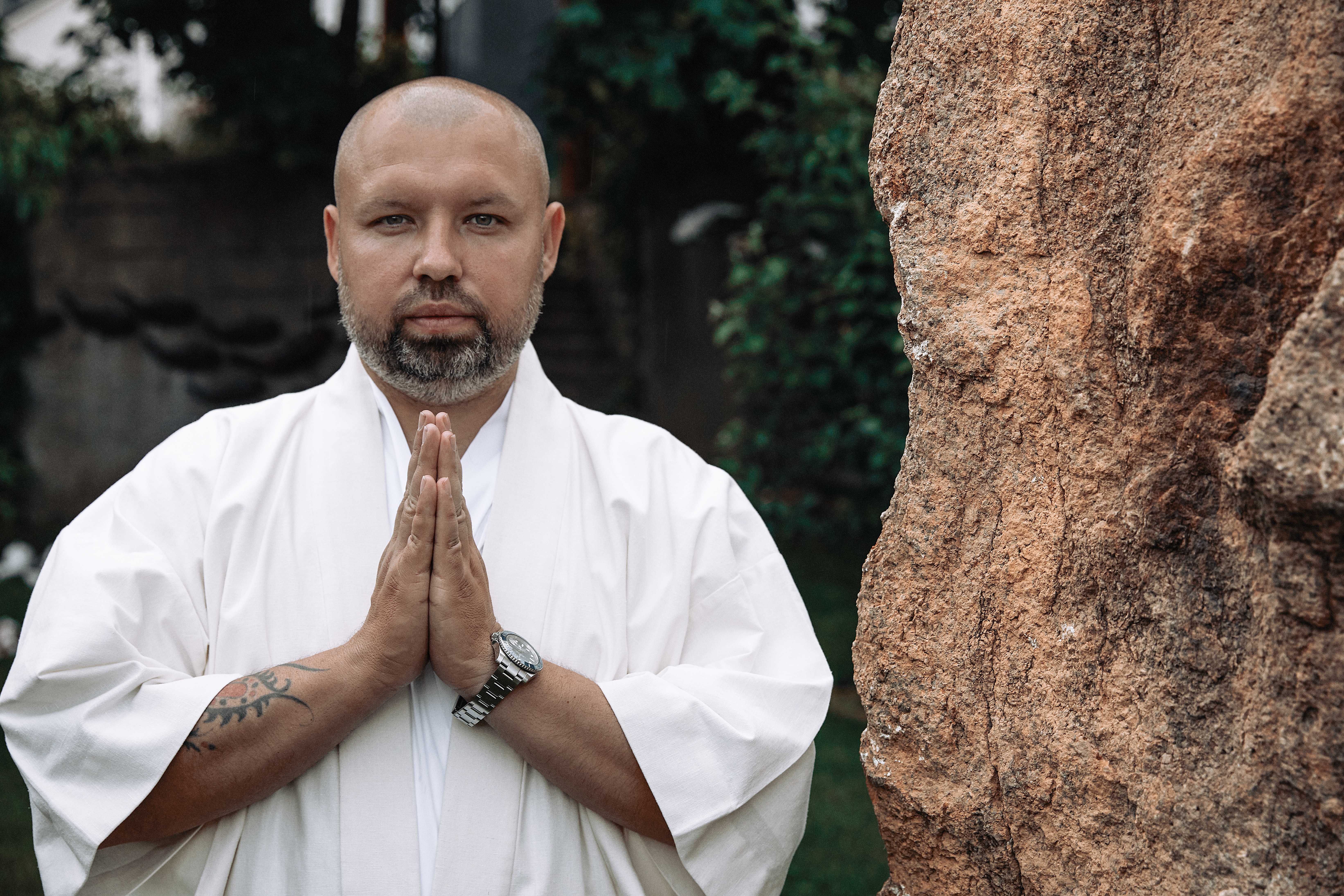
Сергій Махно - відомий шанувальник Східної культури та світогляду

## Робота студії

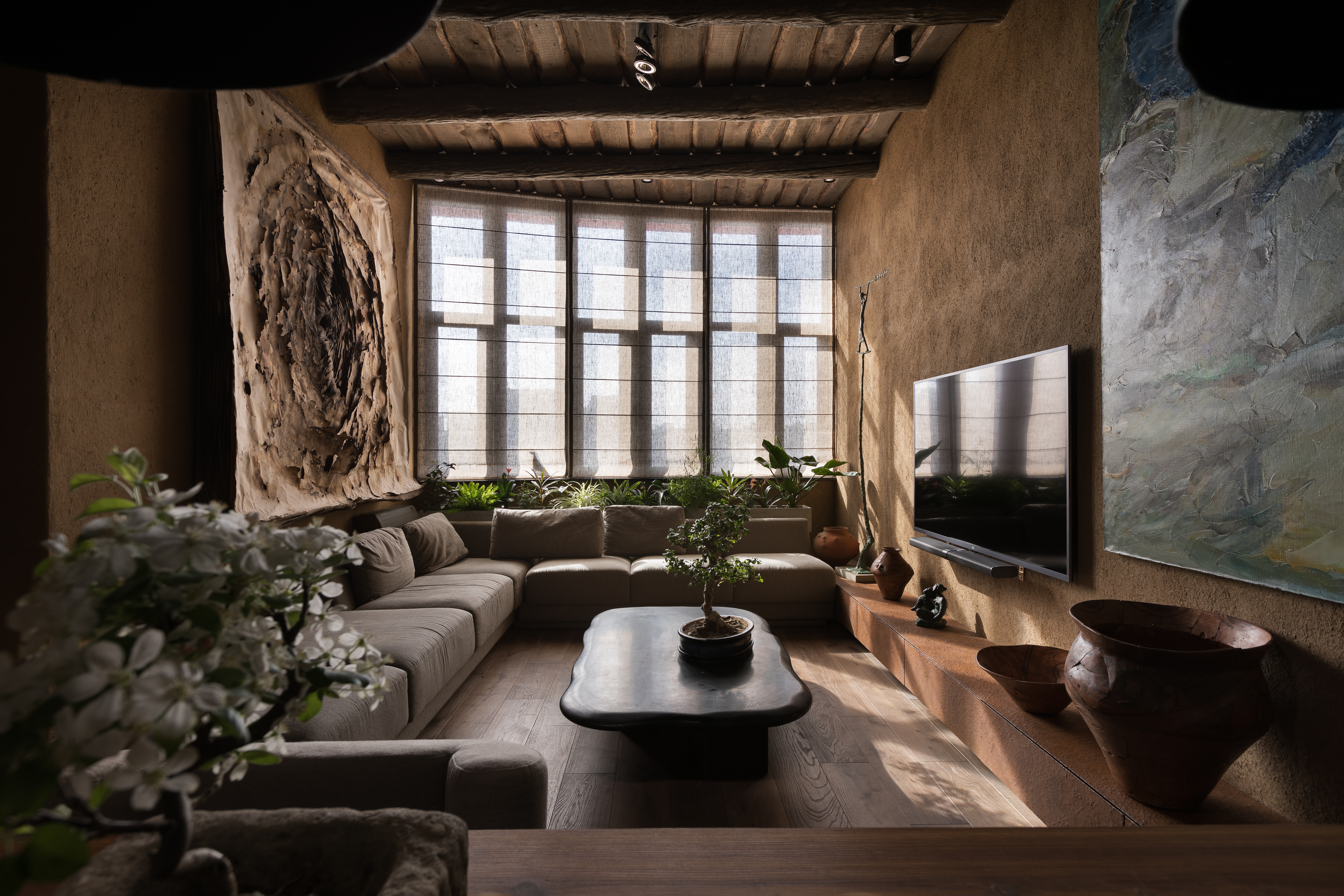
WABI SABI APARTMENT – проєкт студії MAKHNO

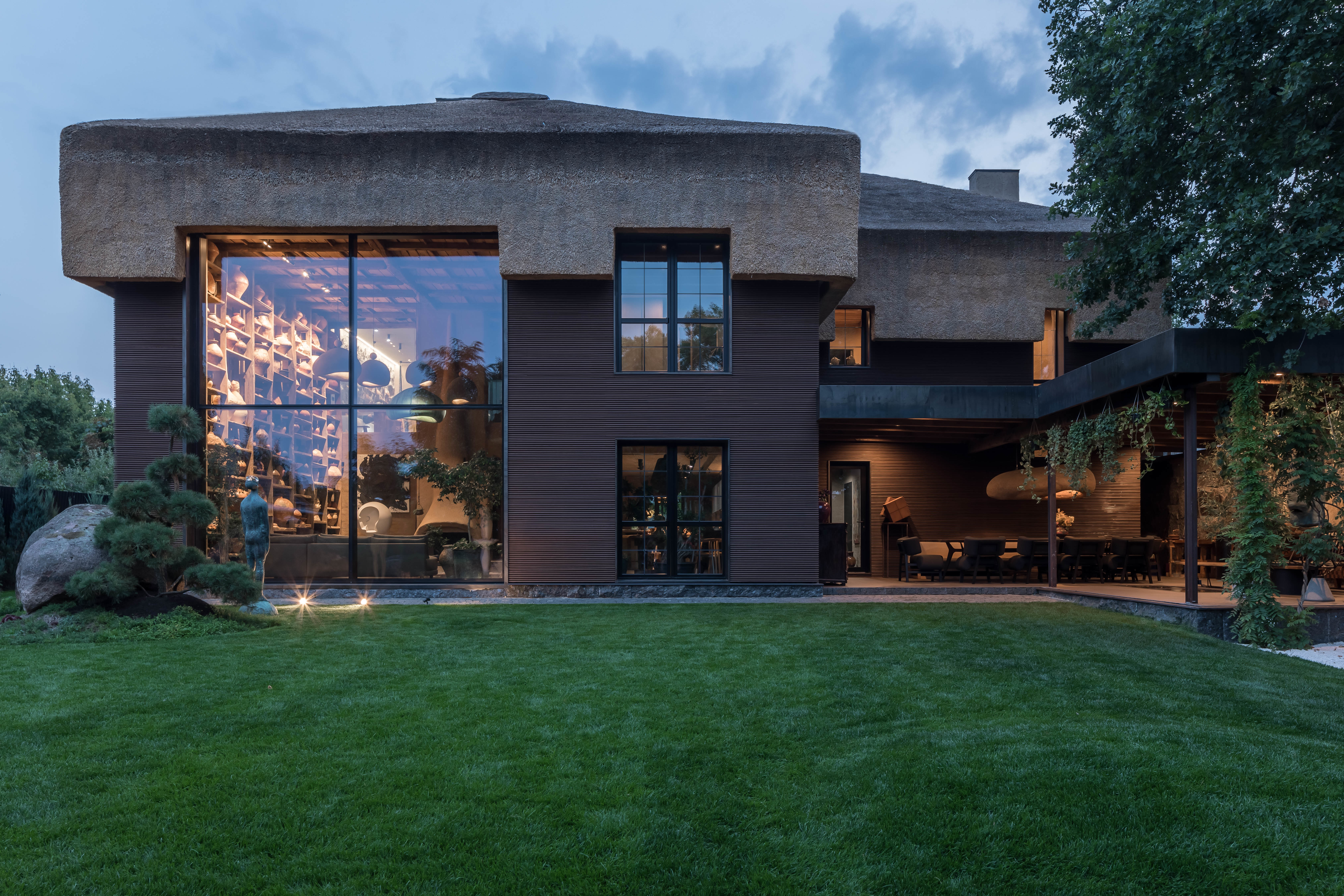
Будинок Сергія Махна SHKRUB HOUSE

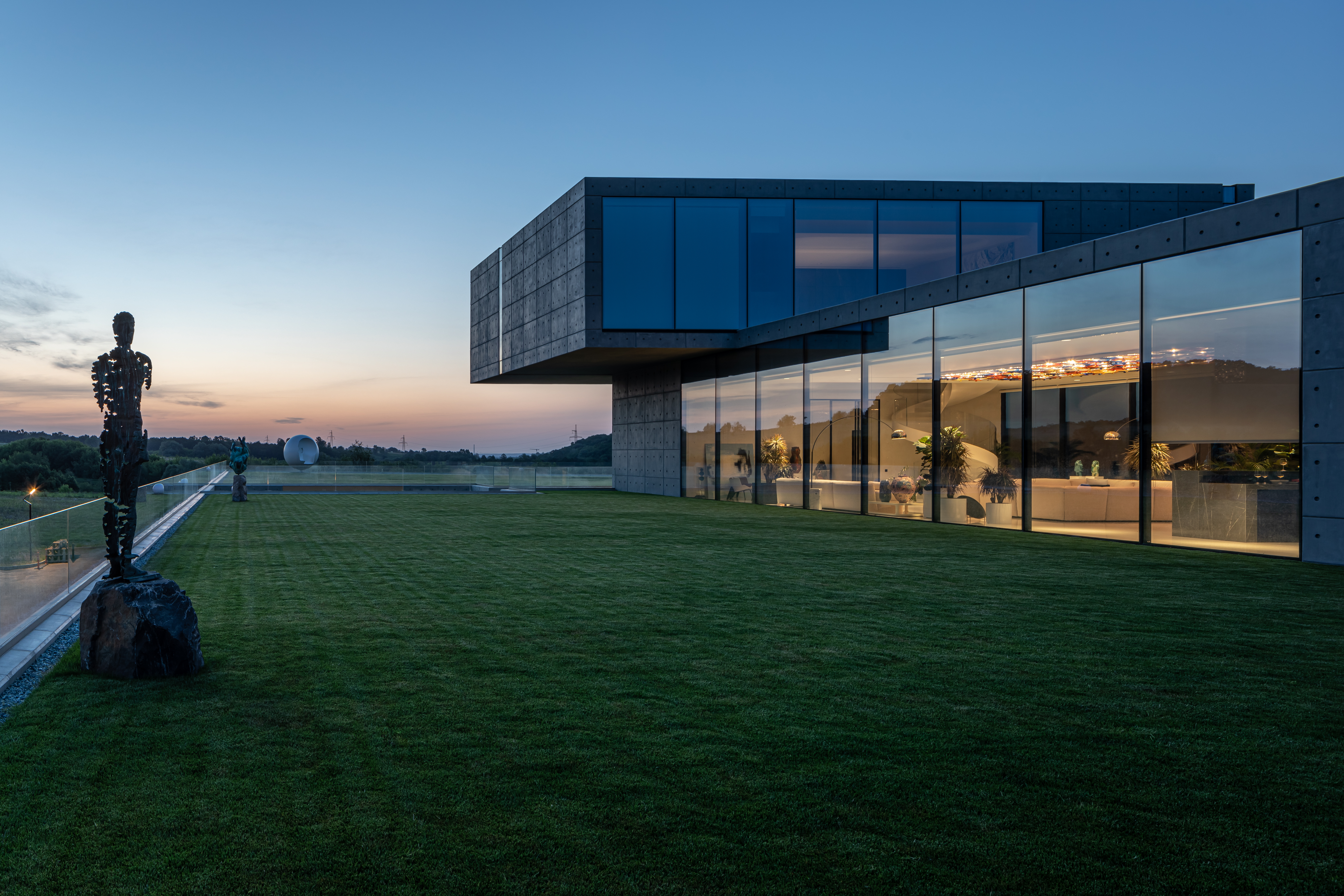
FUTAGO HOUSE від студії MAKHNO

Студія MAKHNO реалізувала понад 600 проєктів у 25 країнах світу.  
Основні напрями роботи: архітектурне проєктування, дизайн інтер'єру, комплектація проєктів, предметний дизайн, керамічне виробництво предметів декору та меблів.
Працюють у стилі, що поєднує українську автентику, сучасне мистецтво, природність та футуристичність.
Роботи студії друкуються у світових виданнях: ELLE, FRAME, ArchDaily, Dezeen, Wall Street Journal та інші. Відзначена такими світовими та національними преміями як Red Dot Design Award, The International Property Awards, The Architecture MasterPrize, IDA Awards, SBID, Restaurant&Bar Design, Art Space, Interior goda.
Компанія MAKHNO Studio є членом The Society of British and International Interior Design та Асоціації меблевиків України.

## Авторський предметний дизайн
Свій перший авторський предмет Сергій Махно презентував ще у 2005 році. З того часу разом з командою створює меблі, освітлення, плитку та декор, що виготовляє у власній керамічній майстерні. 2017-го року за свою авторську керамічну плитку FLAPJACK та TETRAPOD отримав міжнародну премію Red Dot Design Award. 

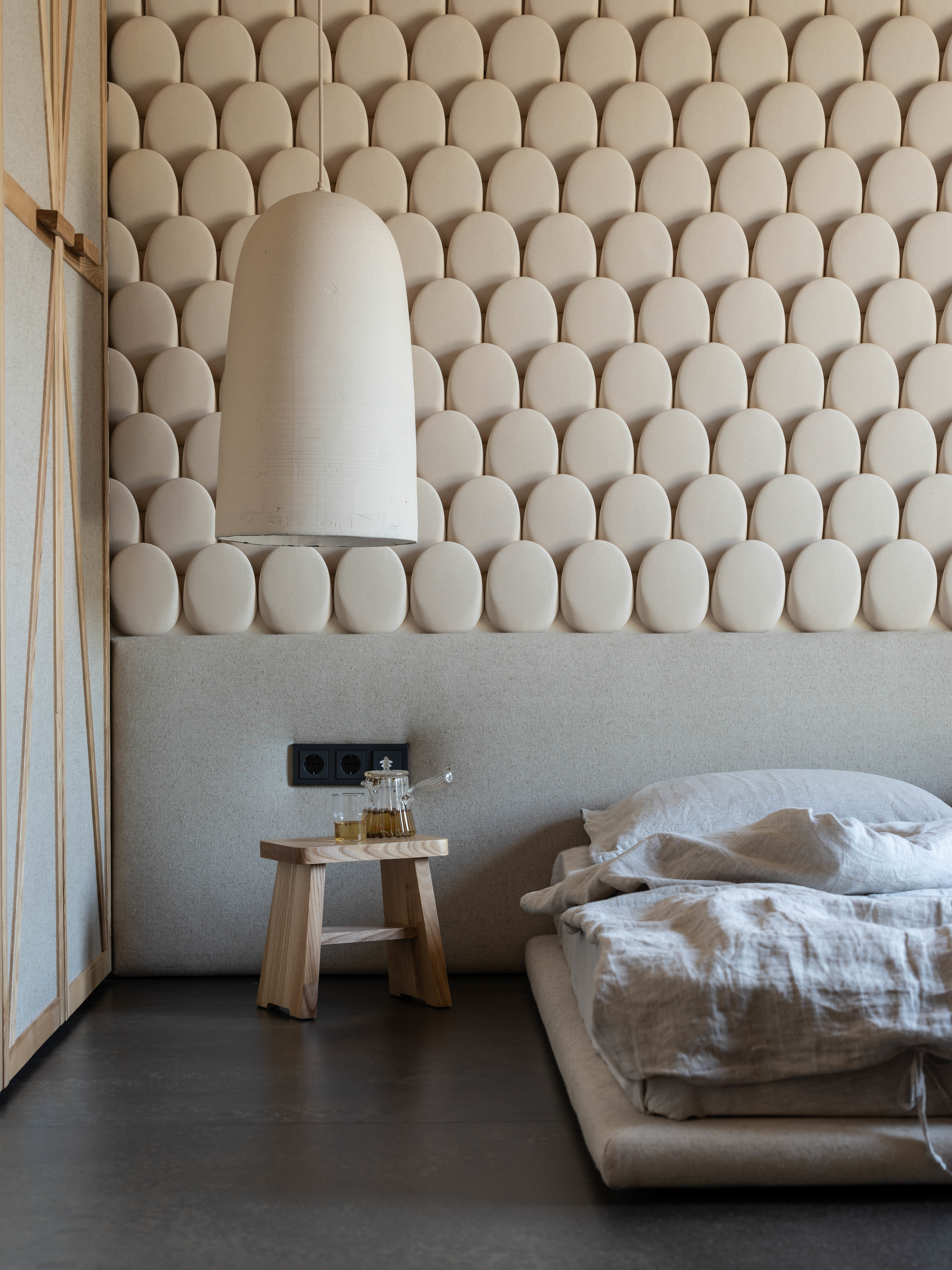
Керамічна плитка FLAPJACK

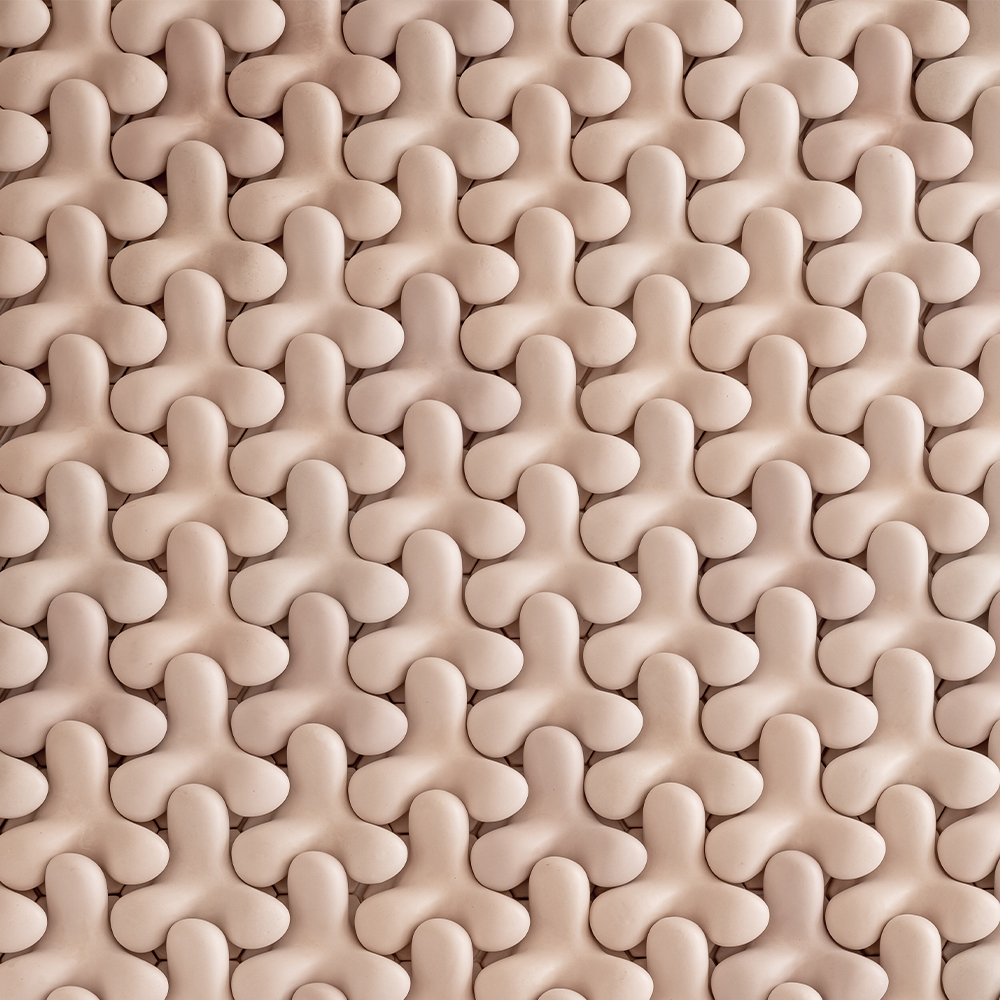
Керамічна плитка TETRAPOD

Періодично бере участь у міжнародних виставках, а також проводить виставки в Україні.
У 2013-му році до 10-річчя своєї творчості Сергій Махно організував персональну виставку предметів інтер'єру «Життя Ідей» / «Life of Ideas» у Щербенко Арт Центрі. Також до виставки були видані однойменні авторські книжка та фільм.
2017-го року студія представила проєкт «Трансформація. Тиша» в Парижі на Paris Design Week і того ж року на Dutch Design Week в Ейндховені, Нідерланди.
У квітні 20018 року була організована спільна виставка з українським художником Романом Михайловим «Чорне чорне море» у галереї Makhno Gallery, яка тоді працювала за адресою Євгена Коновальця 26а, Київ. Усі об'єкти — картини та керамічні скульптури були чорного кольору, а відкриття супроводжував перформанс.
У січні 2019 року студія бере участь у Maison&Objet у числі учасників українського колективного стенда з проєктом «Укрсавана». Тоді ж лампа Khmara, спроєктована Сергієм, була відібрана для зони топ-трендів виставки, а згодом стала світовим хітом.

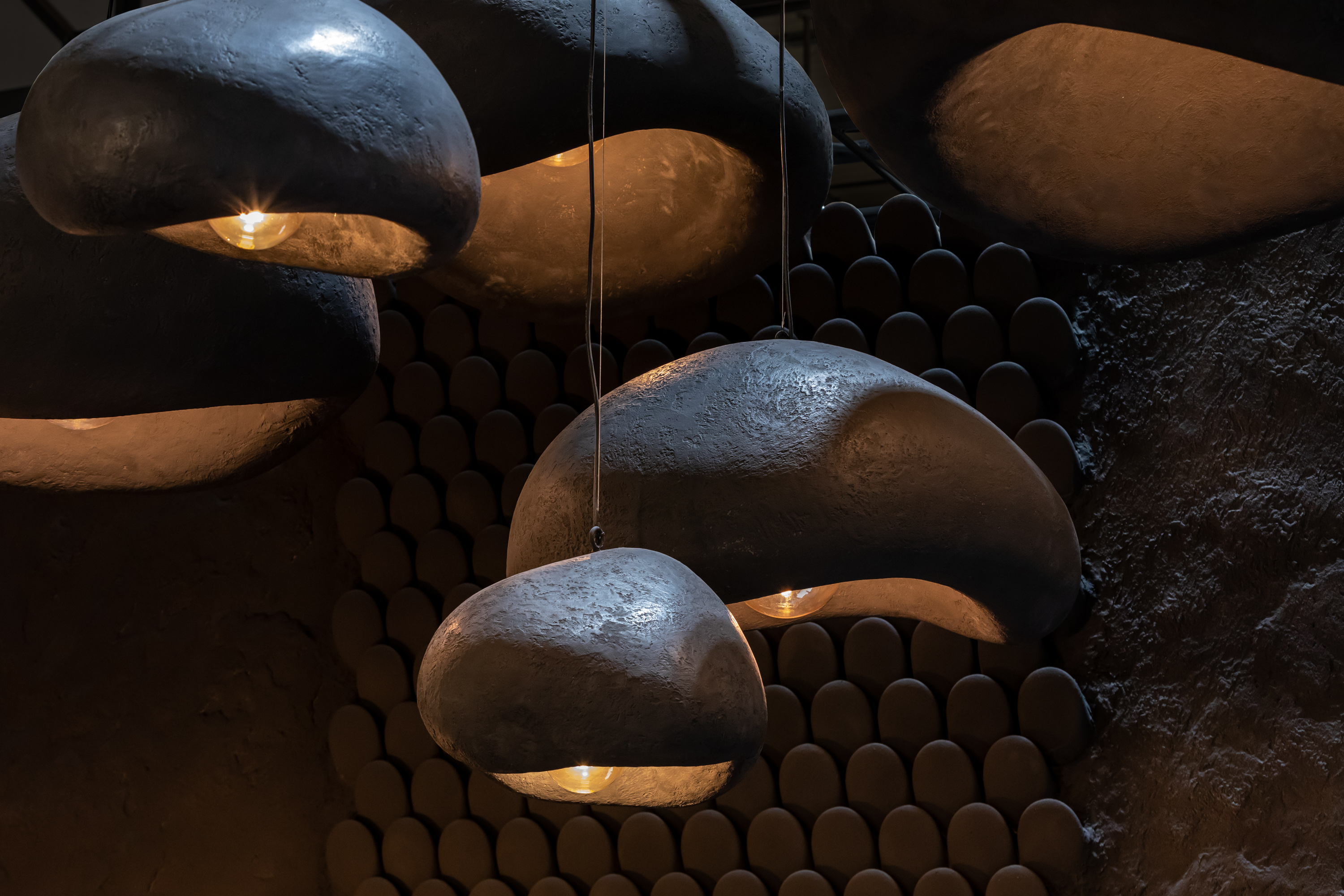
Cвітильник KHMARA від MAKHNO Studio

У квітні 2019 році Сергій та його студія представили проєкт «Inside.Out» на власному 100-метровому стенді на одній з найважливіших дизайн-виставцок світу, яку щорічно відвідує близько 400 тисяч представників сфери — iSaloni.Salone del Mobile.Milano. Euroluce. Тут із композицією з керамічних меблів та світильників MAKHNO Studio потрапляє до головних трендів виставки за версією ArchDaily.

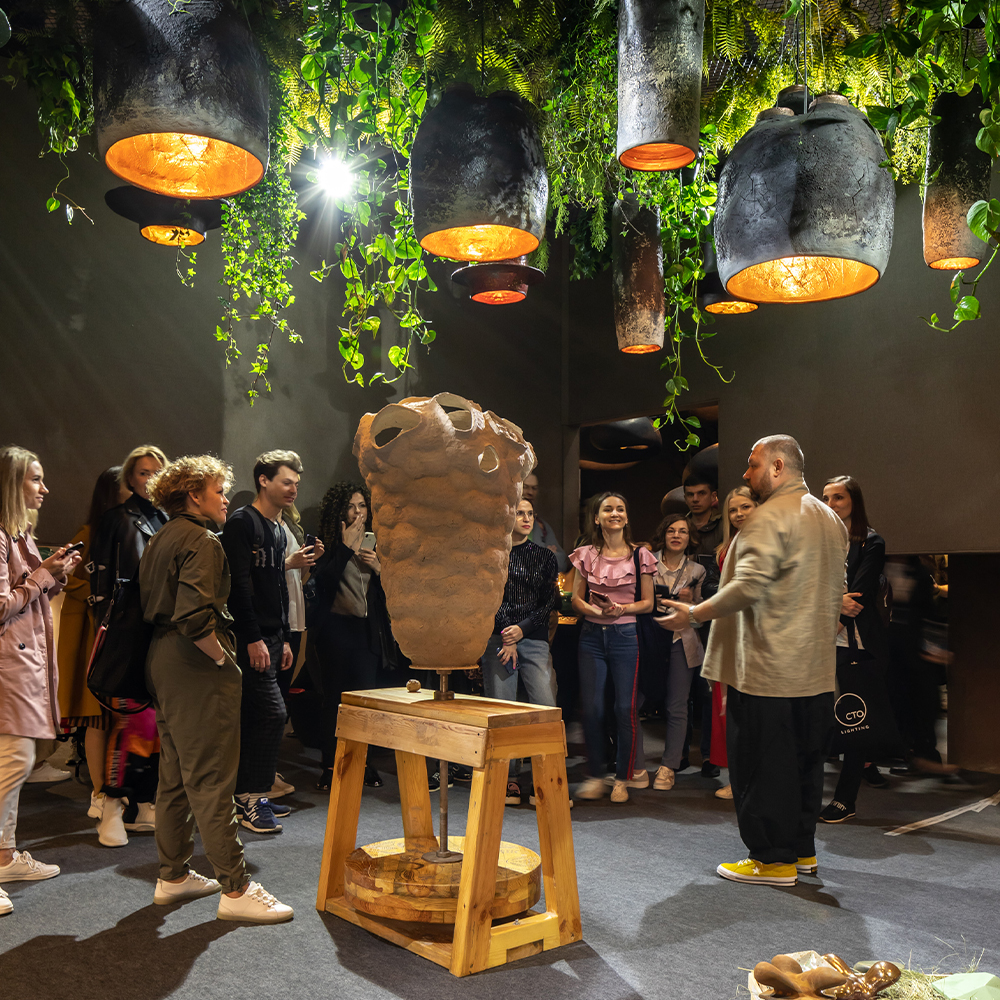
Сергій Махно на стенді MAKHNO Studio на виставці iSaloni, Salone Internazionale del Mobile Milano 2019